# ケレ (コンゴ共和国)
ケレ(フランス語: Kéllé)は、コンゴ共和国北東部に位置する西キュヴェト県ケレ郡の中心都市。人口は4,541人（2023年国勢調査速報結果）。

## 交通

### 空港
ケレ空港が所在する。